# Half Moon Hotel
El Half Moon Hotel en Coney Island, Brooklyn, Nueva York, era un hotel de 14 pisos y 69 metros de alto que abrió el 5 de mayo de 1927 en el Riegelmann Boardwalk en la calle 29 Oeste. El Half Moon fue construido para ayudar a Coney Island competir con el resort de playa Atlantic City, Nueva Jersey. El hotel fue diseñado por la firma arquitectónica de George B. Post and Sons y construido por Cauldwell-Wingate Co.
Es más conocido como la ubicación donde Abe Reles, informante del FBI cuyo testimonio permitió el arresto de varios miembros de Murder, Inc., saltó, cayó o fue empujado el 12 de noviembre de 1941, desde el cuarto 623 donde se encontraba en custodia protectiva de la Policía de Nueva York unas horas antes de que testificara contra Albert Anastasia. La muerte de Reles mostró el alcance que el crimen organizado había alcanzado dentro del departamento de policía - estaba custodiado por seis detectives. Hubo poca duda sobre que, en realidad, Reles fue defenestrado.
El nombre "Half Moon" hace referencia al nombre del barco del explorador Henry Hudson, que ancló en Gravesend Bay en Brooklyn (la ubicación de Coney Island), mientras buscaba un atajo a Asia.
Durante la Segunda Guerra Mundial, el hotel fue operado por la Armada de los Estados Unidos y se hizo conocido como el "U. S. Naval Special Hospital Sea Gate, NY", un hospital de convalecientes.
En los años 1950, se convirtió en una casa para ancianos llamada la Metropolitan Jewish Geriatric Center. Ellos se mudaron a otro edificio y este fue demolido en 1995. Hoy se encuentra en esa ubicación el Seagate Rehabilitation and Nursing Center.